# Laguna de la Chaparra
Laguna de la Chaparra är en ort i Mexiko.   Den ligger i kommunen Santiago Papasquiaro och delstaten Durango, i den centrala delen av landet, 900 km nordväst om huvudstaden Mexico City. Laguna de la Chaparra ligger 2 592 meter över havet och antalet invånare är 236.
Terrängen runt Laguna de la Chaparra är huvudsakligen kuperad, men den allra närmaste omgivningen är platt. Runt Laguna de la Chaparra är det mycket glesbefolkat, med 6 invånare per kvadratkilometer. Närmaste större samhälle är Garame de Arriba, 19,2 km öster om Laguna de la Chaparra. Omgivningarna runt Laguna de la Chaparra är i huvudsak ett öppet busklandskap.